# سامي فضة
سامي فضة (بالإنجليزية: Sami Fedha)‏؛ مواليد 10 مارس 1989 في مكة، السعودية، هو لاعب كرة قدم سعودي.

## مسيرة اللاعب
لعب سابقاً في الوحدة ونادي الربيع ونادي ضمك في عام 2016 و نادي الجبيل ونادي الخليج ونادي الجبيل.

## روابط خارجية
- سامي فضة على موقع قاعدة بيانات كرة القدم.إي يو (الإنجليزية)
- سامي فضة على موقع Soccerway.com (الإنجليزية)